# Frank Dancevic
Frank Russel Dancevic, né le 26 septembre 1984 à Niagara Falls (Ontario), est un joueur de tennis canadien d'origine serbe, professionnel entre 2003 et 2020.

## Carrière
Frank Dancevic a atteint deux finales sur le circuit ATP, toutes deux perdues contre Dmitri Toursounov, à Indianapolis en 2007 et Eastbourne en 2009.
Il a en outre remporté huit titres en Challenger en simple : Granby et Lexington en 2003, Waikoloa et Granby en 2006, Surbiton en 2008, Dallas en 2012, Granby en 2013 et Košice en 2014.
Dans les tournois majeurs, son meilleur résultat est un quart de finale à la Coupe Rogers 2007 à Montréal, perdu contre Rafael Nadal après avoir gagné le premier set (4-6, 6-2, 6-3). Sur son parcours, il écarte en trois sets Juan Martín del Potro, Wayne Odesnik et Fernando Verdasco.
Dans sa carrière, il compte deux victoires sur des top 10 : Andy Roddick no 5 et David Nalbandian no 7.
Membre de l'équipe du Canada de Coupe Davis entre 2002 et 2016, il en devient fin 2017 le capitaine lorsque Martin Laurendeau décide de se retirer de ses fonctions après avoir été en poste pendant 14 années. Il remporte à ce titre la compétition en 2022. Il est aussi entraîneur pour Tennis Canada et collabore notamment avec Vasek Pospisil.

## Palmarès

### Finales en simple messieurs
| No | Date       | Nom et lieu du tournoi                          | Catégorie   | Dotation  | Surface      | Vainqueur         | Score     |          |
| -- | ---------- | ----------------------------------------------- | ----------- | --------- | ------------ | ----------------- | --------- | -------- |
| 1  | 23-07-2007 | Indianapolis Tennis Championships, Indianapolis | Int' Series | 500 000 $ | Dur (ext.)   | Dmitri Toursounov | 6-4, 7-5  | Parcours |
| 2  | 14-06-2009 | AEGON International, Eastbourne                 | ATP 250     | 398 250 € | Gazon (ext.) | Dmitri Toursounov | 6-3, 7-65 | Parcours |

### Finale en double messieurs
| No | Date       | Nom et lieu du tournoi                    | Catégorie   | Dotation  | Surface    | Vainqueurs                   | Partenaire   | Score    |          |
| -- | ---------- | ----------------------------------------- | ----------- | --------- | ---------- | ---------------------------- | ------------ | -------- | -------- |
| 1  | 01-10-2007 | AIG Japan Open Tennis Championships Tokyo | Series Gold | 732 000 $ | Dur (ext.) | Jordan Kerr Robert Lindstedt | Stephen Huss | 6-4, 6-4 | Parcours |

## Parcours dans les tournois duGrand Chelem

### En simple
| Année | Open d'Australie | Open d'Australie | Internationaux de France | Internationaux de France | Wimbledon       | Wimbledon     | US Open         | US Open    |
| ----- | ---------------- | ---------------- | ------------------------ | ------------------------ | --------------- | ------------- | --------------- | ---------- |
| 2006  | —                | —                | —                        | —                        | 1er tour (1/64) | R. Štěpánek   | —               | —          |
| 2007  | 2e tour (1/32)   | L. Hewitt        | —                        | —                        | 2e tour (1/32)  | D. Nalbandian | 1er tour (1/64) | M. Safin   |
| 2008  | 1er tour (1/64)  | J. Nieminen      | 1er tour (1/64)          | M-Á. López Jaén          | 2e tour (1/32)  | B. Reynolds   | 1er tour (1/64) | N. Almagro |
| 2009  | 1er tour (1/64)  | J. Blake         | —                        | —                        | 1er tour (1/64) | S. Darcis     | —               | —          |
| 2010  | —                | —                | —                        | —                        | —               | —             | —               | —          |
| 2011  | 1er tour (1/64)  | R. Gasquet       | 1er tour (1/64)          | S. Bolelli               | 1er tour (1/64) | R. Mello      | 1er tour (1/64) | M. Ilhan   |
| 2012  | —                | —                | 1er tour (1/64)          | M. Kližan                | —               | —             | —               | —          |
| 2013  | —                | —                | —                        | —                        | —               | —             | 2e tour (1/32)  | T. Robredo |
| 2014  | 1er tour (1/64)  | B. Paire         | —                        | —                        | 2e tour (1/32)  | M. Kukushkin  | 1er tour (1/64) | J. Sousa   |

N.B. : à droite du résultat se trouve le nom de l'ultime adversaire.

### En double
| Année | Open d'Australie           | Open d'Australie         | Internationaux de France | Internationaux de France | Wimbledon | Wimbledon | US Open | US Open |
| ----- | -------------------------- | ------------------------ | ------------------------ | ------------------------ | --------- | --------- | ------- | ------- |
| 2007  | 1er tour (1/32) X. Malisse | S. Aspelin C. Haggard    | —                        | —                        | —         | —         | —       | —       |
| 2008  | 1er tour (1/32) S. Huss    | S. Grosjean J.-W. Tsonga | —                        | —                        | —         | —         | —       | —       |

N.B. : le nom du ou de la partenaire se trouve sous le résultat ; le nom des ultimes adversaires se trouve à droite.

## Parcours dans lesMasters 1000
| Année | Indian Wells           | Miami               | Monte-Carlo | Rome | Madrid | Canada                 | Cincinnati | Shanghai | Paris |
| ----- | ---------------------- | ------------------- | ----------- | ---- | ------ | ---------------------- | ---------- | -------- | ----- |
| 2002  | —                      | —                   | —           | —    | —      | 1er tour F. Santoro    | —          | —        | —     |
| 2003  | —                      | —                   | —           | —    | —      | 1er tour N. Davydenko  | —          | —        | —     |
| 2004  | —                      | —                   | —           | —    | —      | 1er tour V. Spadea     | —          | —        | —     |
| 2005  | —                      | —                   | —           | —    | —      | 1er tour X. Malisse    | —          | —        | —     |
| 2006  | —                      | —                   | —           | —    | —      | 2e tour J. Nieminen    | —          | —        | —     |
| 2007  | 2e tour F. González    | —                   | —           | —    | —      | 1/4 de finale R. Nadal | —          | —        | —     |
| 2008  | —                      | —                   | —           | —    | —      | 2e tour N. Djokovic    | —          | —        | —     |
| 2009  | —                      | 2e tour N. Djokovic | —           | —    | —      | 1er tour G. Simon      | —          | —        | —     |
| 2010  | —                      | —                   | —           | —    | —      | 1er tour S. Wawrinka   | —          | —        | —     |
| 2011  | —                      | —                   | —           | —    | —      | —                      | —          | —        | —     |
| 2012  | —                      | 2e tour Mardy Fish  | —           | —    | —      | 1er tour M. Kukushkin  | —          | —        | —     |
| 2013  | —                      | 1er tour Ł. Kubot   | —           | —    | —      | 2e tour J. Janowicz    | —          | —        | —     |
| 2014  | —                      | —                   | —           | —    | —      | 1er tour D. Young      | —          | —        | —     |
| 2015  | 1er tour A. Dolgopolov | —                   | —           | —    | —      | 1er tour P. Andújar    | —          | —        | —     |
| 2016  | —                      | —                   | —           | —    | —      | 1er tour Sam Querrey   | —          | —        | —     |

N.B. : sous le résultat se trouve le nom de l’ultime adversaire.

## Classements ATP en fin de saison
| Année     | 2000 | 2001 | 2002 | 2003 | 2004 | 2005 | 2006 | 2007 | 2008 | 2009 | 2010 | 2011 | 2012 | 2013 | 2014 | 2015 | 2016 | 2017 | 2018 |
| En simple | 1247 | 1223 | 432  | 207  | 164  | 188  | 87   | 73   | 139  | 143  | 266  | 152  | 152  | 134  | 149  | 211  | 241  | 362  | 425  |
| En double | 1204 | 1293 | 422  | 312  | 447  | 406  | 474  | 200  | 409  | 522  | 1288 | 1179 | 1154 | 385  | 391  | 318  | 712  | 950  | 661  |

Source : (en) Classements de Frank Dancevic sur le site officiel de la Fédération internationale de tennis